# El Sindicat (Serinyà)
El Sindicat és una obra de Serinyà (Pla de l'Estany) inclosa a l'Inventari del Patrimoni Arquitectònic de Catalunya.

## Descripció
Edifici de planta rectangular que consta de planta baixa i pis. S'accedeix a la planta baixa a través d'unes escales situades a la façana principal, ja que la planta es va sobreelevar per anivellar-la amb la plaça. Està construïda amb diversos materials, i probablement l'edifici havia d'anar arrebossat, tot i que, actualment, és de pedra i maó vistos. La porta d'accés té dues obertures rectangulars per sobre, i està flanquejada per una finestra a cada banda; aquests elements estan fets amb arcs rebaixats de rajol, com també ho estan les obertures de les façanes laterals. Al coronament de la façana principal sobresurt una cornisa ornamental composta per una franja de pedra volcànica i motllures d'obra vista que, pels costats té una forma ondulada i esglaonada.

## Història
Edifici remodelat els anys 1918-1919, que encara conserva el mateix aspecte. Construït per Pere Jordà, del qual es diu que es va inspirar en l'arquitectura cubana a l'hora de fer aquest edifici. En aquesta mateixa època ja es coneixia amb el nom del Sindicat, i funcionava com a botiga. Inicialment era gestionat per una junta d'accionistes i, en dissoldre's, va passar a mans del principal accionista, Vicenç Illa, que el va adequar com a cafè bar. Durant la guerra Civil va romandre tancat, i, en acabada aquesta, es va tornar a obrir, sempre com a cafè, i així ha romàs fins avui dia.